# Schlatt, Thurgau
Schlatt är en ort och kommun i distriktet Frauenfeld i kantonen Thurgau, Schweiz. Kommunen har 1 887 invånare (2023).